# Venlo
Venlo es una ciudad y municipio del sureste de los Países Bajos, situada en la provincia de Limburgo, a pocos kilómetros de la frontera con Alemania. En enero de 2019 contaba con 101 578 habitantes.

## Historia
La historia de Venlo se remonta a tiempos del Imperio romano, siendo un puerto importante a orillas del río Mosa. Se han encontrado en Venlo monedas al igual que restos celtas y romanos de un puente con origen Romano sobre el río Meuse. Lo cual pudo ser el asentamiento conocido como Sablones en la carretera que conectaba Maastricht con Xanten. Blerick, en el oeste, era conocido como Blariacum. 
Documentos provenientes del IX mencionan a Venlo como un punto comercial, pues se desarrolló en Meuse-Rhine, la cual es una de las áreas más importantes, donde recibió derechos de ciudad en 1343 y se volvió un miembro de  Liga Hanseática en 1375.
Fue tomada por las tropas imperiales de Carlos V en 1543, incluyéndose en los Países Bajos de los Habsburgo. Al finalizar la guerra de los Ochenta años, la ciudad permaneció en poder español, según acordado en el tratado de Münster.
Debido a su importancia estratégica, la ciudad de Venlo ha sido asediada en varias ocasiones.
El sitio más significativo fue en 1702, a cargo de Menno van Coehoorn, iniciado el 29 de agosto. Venlo fue tomada el 23 de septiembre y se incorporó a las Tierras de la Generalidad de las Provincias Unidas. Ocupada por Francia durante 20 años, desde el 27 de octubre de 1794 hasta el 8 de mayo de 1814, por el Congreso de Viena pasó a formar parte del Reino de los Países Bajos.

### Segunda Guerra Mundial
El 9 de noviembre de 1939, dos agentes del Servicio de Inteligencia Británico fueron secuestrados por el Sicherheitsdienst, lo cual se le conoció como el incidente de Venlo. El incidente fue utilizado por los nazis para vincular Gran Bretaña al asesinato fallido de Georg Elser de Hitler en el Bürgerbräukeller el día anterior y para justificar su posterior invasión de los Países Bajos, un país neutral, en 10 de mayo de 1940. Venlo contaba con una carretera y un puente ferroviario sobre el río Mosa. La ciudad fue severamente dañada por los bombardeos (13 de octubre-10 de noviembre de 1944) sobre los puentes, al final de la guerra. Las Fuerzas aliadas realizaron trece intentos de destruir los puentes para cortar las líneas de suministro alemanas y bloquear la retirada del ejército alemán a través del río. Dicho intento fracasó y las tropas alemanas fueron las que al final derrumbaron los puentes en un intento por detener el avance de los aliados. Fuerzas aliadas fueron quienes liberaron Venlo desde el este en el interior de la propia Alemania. 
Alrededor de 300 personas murieron debido a las redadas. Las redadas también dañaron una parte importante de los edificios históricos de Venlo. Sin embargo, algunos edificios antiguos, como el ayuntamiento ('Stadhuis') y la casa "Römer", sobrevivieron a la guerra relativamente intactos. Antes de la guerra, Venlo tuvo una activa comunidad judía. Después de la guerra varios miembros regresaron, pero la comunidad jamás volvió a su tamaño que tuvo antes de la guerra.

### SigloXXI
El 1 de enero de 2003 los municipios de Tegelen y Belfeld se unen al de Venlo. Siglos atrás Tegelen era originalmente parte del Ducado de Jülich, mientras que Venlo perteneció al Ducado de Guelders. En enero de 2010, el ahora formado municipio de Arcen en Velden fue fusionado con el de Venlo.

## Cultura
- Teatro "De Maaspoort"

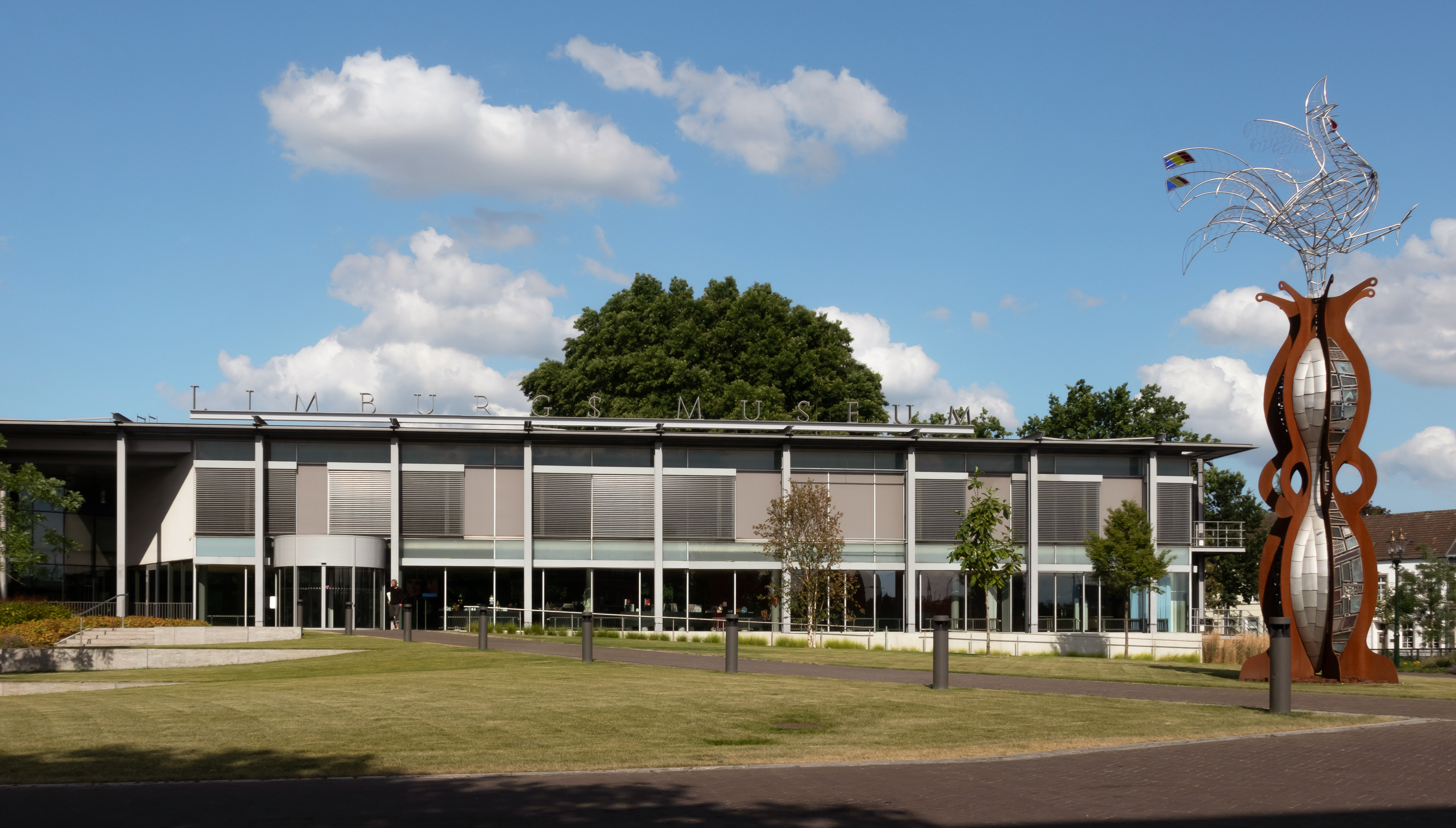
Museo: Limburgs Museum.

- Museo Histórico y cultural "Museo de Limburgo" y Museo del arte "Museo Van Bommel van Dam"
- Pop Grenswerk (anteriormente Perron 55)
- Grandes eventos culturales anuales:
- Carnaval llamado "Vastelaovend" en febrero / marzo (6 semanas antes de Pascua).
- Festival verano en el parque llamados "Zomerparkfeest" en agosto se celebra alrededor del parque principal de Venlo, con un podio durante 4 días para un público amplio, incluyendo música en vivo, cine, danza, arte, etc.

En el 2003 se le fue concedido a Venlo el título de "la ciudad más verde de Europa". En 2012 fue sede de  “Floriade”, la mayor exposición de horticultura del mundo. En 2013, Venlo ganó el prestigioso premio "Mejor Centro de la ciudad de los Países Bajos '. Pues el jurado se sorprendió por todas las inversiones que se han hecho en los últimos dos años en el bulevar Maas, la estación de tren, el túnel en el centro y el puente Maas.

## Educación
Venlo, al ser una ciudad con una población de aproximadamente 100 000, es servida por un gran número de escuelas tanto en los niveles de educación primaria y secundaria. Además Venlo es un importante centro de educación superior del sur de Holanda con varios institutos de educación superior.
Venlo hospeda tres diferentes instituciones de educación mayor:
- Fontys University of Applied Sciences (International campus Venlo)
- HAS University of Applied Sciences (Venlo branch)
- Universidad de Maastricht (Venlo branch)

## Transporte

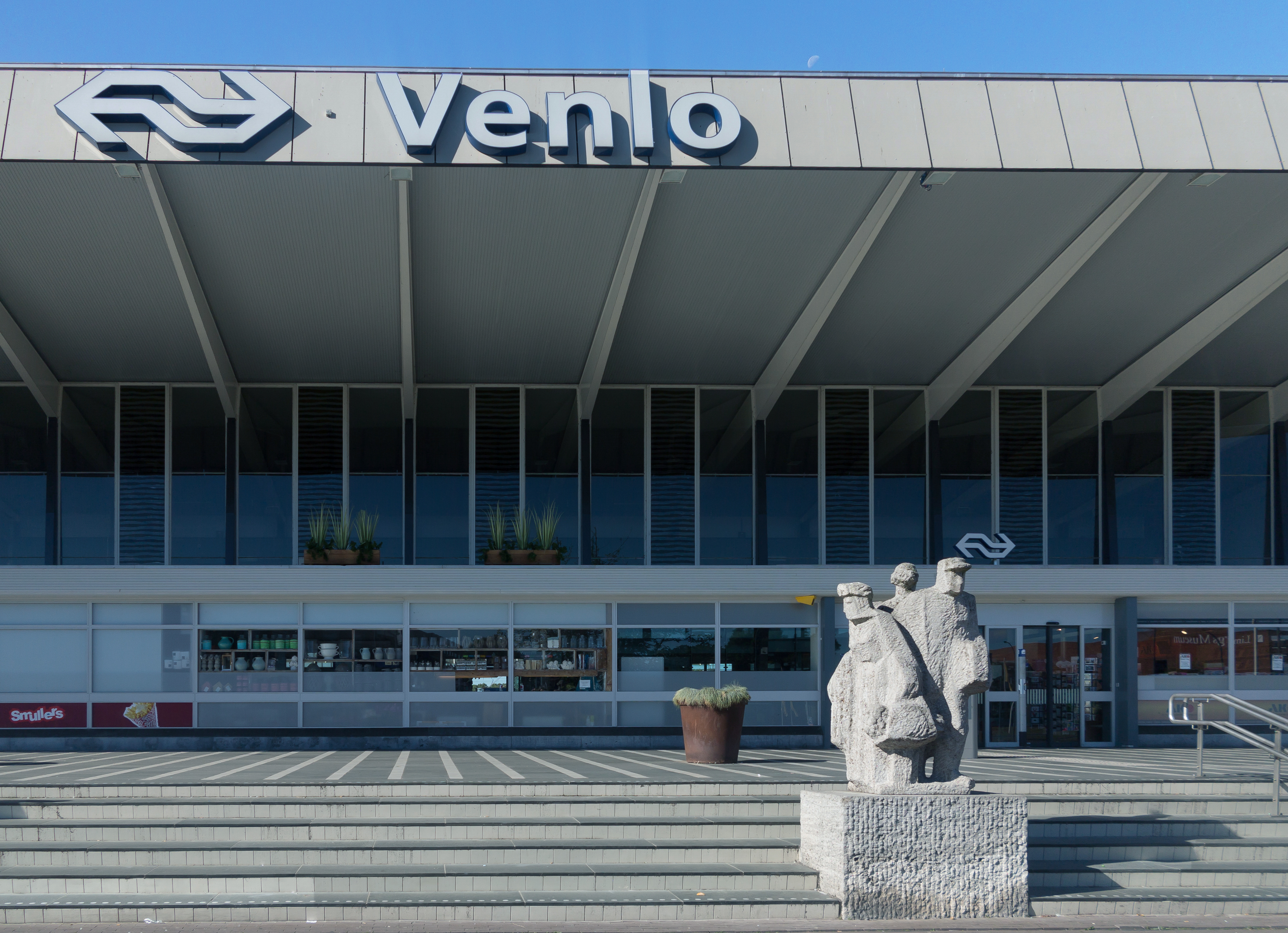
La escultura Reizigers frente a la estación de buses de Venlo.

Venlo está conectado a Alemania por dos autopistas (Bundesautobahn 40 y Bundesautobahn 61), conectándose con Düsseldorf, Cologne y la región del  Ruhr, en una hora.
La estación de trenes de Venlo  es una estación que ofrece  conexiones regulares a las ciudades neerlandesas de Eindhoven, Roermond y [[Nimega]]. Además, ofrece conexiones internacionales a Alemania, pasando  Kaldenkirchen (la primera parada en Alemania), Viersen y de Mönchengladbach  a Düsseldorf y Hamm.

## Deportes
VVV-Venlo es un club de fútbol centenario que juega en el Estadio De Koel. Fundado el 7 de febrero de 1903, fue uno de los primeros clubes de fútbol profesional en los Países Bajos. En la temporada 2008-2009, VVV-Venlo ganó la Eerste Divisie y ascendió a la liga neerlandesa de fútbol profesional más alta, la Eredivisie. En la actualidad, milita en la segunda división neerlandesa.

## Negocios
Compañías en Venlo
La sede de la compañía multinacional Océ y Vistaprint se encuentra en Venlo. Además se encuentra en Venlo la sede de la compañía europea Amway, la cual es  una de las más grandes del mundo en venta directa y la compañía estadounidense de venta al por menor de artículos de oficina Office Depot.
Greenport Venlo
Greenport Venlo es uno de los cinco Greenports diseñados en los Países Bajos y es la segunda mayor concentración de horticultura en los Países Bajos. Visto en conjunto con la región vecina alemana de Niederrhein, Greenport Venlo sería el más grande de Europa. 
La zona de agro negocios "Lower Rin" en Alemania en conjunto con el área Greenport Venlo, forman una región con una población de más de 30 millones de personas. Esta región es una red internacional de negocios única y vital  para la investigación,  universidades y para la política. La colaboración gira en torno a estimular la innovación, creando un trabajo y medio ambiente atractivo, además de un desarrollo regional integral. La red ofrece grandes oportunidades y posibilidades futuras para analizar, utilizar y desarrollar aún más el "mercado verde", por lo tanto, los mercados de alimentos frescos y de logística. El objetivo es proporcionar un impulso para la economía de la región del norte de Limburgo. 